# شیرین وحیدی
شیرین وحیدی (زاده ۲۱ مرداد ۱۳۳۱ - تهران) تدوین‌گر اهل ایران است.

## تدوین
- کتونی سفید (۱۳۸۶)
- خاک سرخ (۱۳۸۱)
- بانوی من (۱۳۸۱)
- آسمان پرستاره (۱۳۷۸)
- تلفن (۱۳۷۸)
- مرد بارانی (۱۳۷۸)
- ابراهیم (۱۳۷۵)
- کاکادو (۱۳۷۳)
- در جستجوی تعادل (۱۳۷۲)
- زینت (۱۳۷۲)
- تماس شیطانی (۱۳۷۱)
- عیالوار (۱۳۷۱)
- نرگس (۱۳۷۰)
- پول خارجی (۱۳۶۸)
- زرد قناری (۱۳۶۷)
- بی بی چلچله (۱۳۶۳)
- خانه آقای حقدوست (۱۳۵۹)
- زلزله دوم (۱۳۵۶)

## جشنواره‌ها
- کاندیدای بهترین تدوین (پول خارجی) از هشتمین دوره جشنواره فیلم فجر - ۱۳۶۸